# Carlino
Pour les articles homonymes, voir Carlino (homonymie).
Carlino est une commune italienne de la province d'Udine dans la région Frioul-Vénétie Julienne en Italie.

## Administration
| Période                                  | Période         | Identité               | Étiquette                                            | Qualité                   |
| ---------------------------------------- | --------------- | ---------------------- | ---------------------------------------------------- | ------------------------- |
| 15 mai 1941                              | 27 juillet 1943 | Alessandro Dei Carlini | Parti national fasciste (Partito Nazionale Fascista) | Restaurateur, Agriculteur |
| Les données manquantes sont à compléter. |                 |                        |                                                      |                           |

Alessandro Dei Carlini occupe le poste de maire (sindaco) durant les dernières années du Parti National Fasciste (PNF) de 1941 jusqu'à sa dissolution.

### Communes limitrophes
Castions di Strada, Marano Lagunare, Muzzana del Turgnano, San Giorgio di Nogaro